# Осетино-ингушский конфликт
Осети́но-ингу́шский конфли́кт (осет. Ирон-мæхъхъæлон конфликт, ингуш. ХӀирий-ГӀалгӀай конфликт) — этнополитический конфликт на территории Пригородного района Северной Осетии (Российская Федерация), приведший к вооружённым столкновениям 30 октября — 4 ноября 1992 года, многочисленным жертвам со стороны ингушского и осетинского населения.

## Предыстория

### Этнические процессы прошлого
В начале XIX века естественной границей расселения осетинского и ингушского этносов являлась река Терек: осетины по левому берегу, ингуши — по правому. По сведениям Н. Г. Волковой в 1770-х гг. самыми восточными осетинскими поселениями были населённые пункты в Дарьяльском ущелье по левому берегу Терека — Ларс, Чми и Балта, ныне входящие в состав городского округа Владикавказ. Однако ранее, до поселения здесь осетин, селения эти являлись ингушскими. Из русских источников XVI—начала XVIII веков явствует, что в то время по левобережью Терека в районе Ларса уже обитало ингушское население, сменившееся затем осетинским. По сведениям Клапрота, побывавшего здесь в начале XIX века, «осетины Слонате за пользование землёй, на которой находились селения Ларс, Чми, Балташ, издавна платили ингушам подати». Осетинские предания так же говорят о том, что ингуши некогда обитали западнее современного места своего проживания. Так, в преданиях, записанных в 1927 году в Кобанском ущелье Л. П. Семёновым, говорится о том, что ингуши в прошлом обитали в Куртатинском и Даргавсском ущельях, но под натиском кабардинцев и осетин они ушли в Санибанское ущелье, а позднее через район Чми — на правый берег Терека.

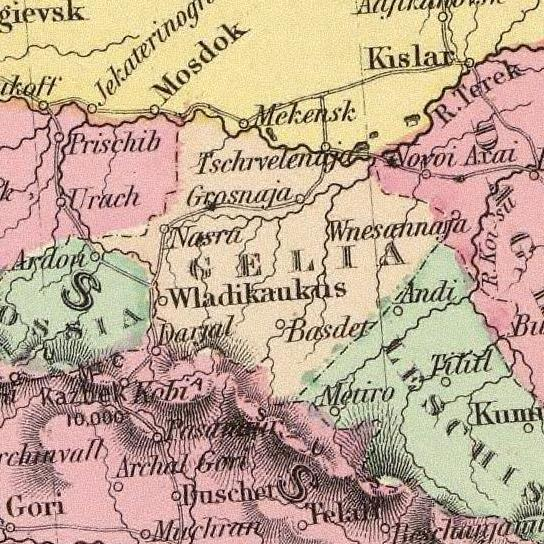
Фрагмент карты, составленной американским картографом Джозефом Колтоном (Colton, G. W.) в 1855 году. Территория Ингушетии и Чечни отмечена как «Gelia». В её составе указан Владикавказ

На плоскости, примыкавшей к горной Ингушетии и горной Осетии, обитали кабардинцы, присутствие которых постепенно стало смещаться на запад. Вместо них сюда стали мигрировать ингуши и осетины. При этом в правобережной части современного Пригородного района, как и на месте основания города Владикавказа, располагались  как и ингушские, так и осетинские селения.
Старейшими ингушскими поселениями, основанными на территории Пригородного района (Тарская долина) в XVII веке являются Ангушт (ныне село Тарское), от названия которого происходит этноним «ингуши» и Ахки-Юрт. В 1750—1760 годах у выхода на равнину рек Камбилеевка и Сунжа возникло ингушское селение Шолхи, а в 1770 году — селение Камбилеевское (ингуш. ГӀалгӀай-Юрт, что буквально означает «Селение ингушей»/«Ингушское селение»). К 1770—1780 годам сторожевые посты ингушей достигают современной Назрани. А в 1784 году на входе в Дарьяльское ущелье на месте ингушского селения Заур был основан город Владикавказ, изначально как русская крепость. Вблизи неё также располагались ещё два ингушских селения: Тотико и Темурко.

### До 1944 года

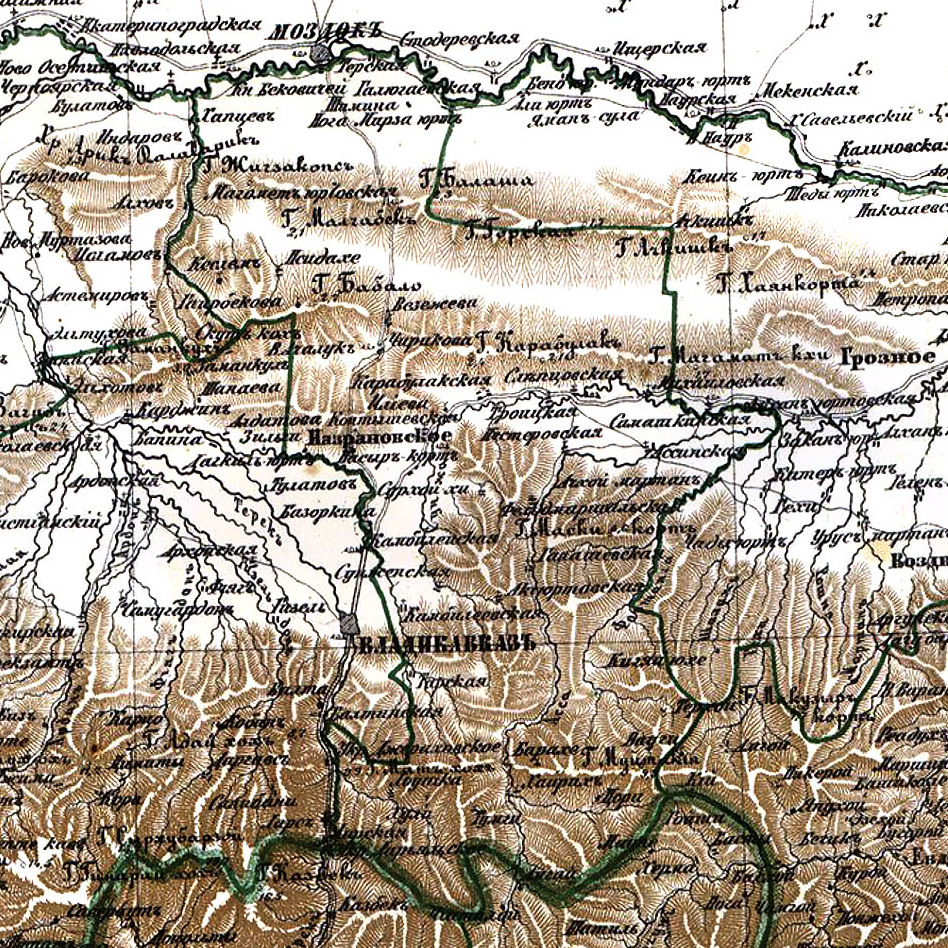
Карта Кавказского края с прилегающими частями Турции и Персии, 1869 г.

С приходом России на Кавказ ряд территорий, на которых проживали ингуши, были переданы терскому казачеству. На принадлежавших ранее ингушам землях была создана чересполосица, представлявшая собой линию казачьих станиц, разделявшую равнинную и горную Ингушетию. Ингуши, однако, не смирились с таким положением дел. Противостояние с казаками продолжалось постоянно, при том, что царская власть поддерживала казаков. К началу Октябрьской социалистической революции 1917 года на территории современного Пригородного района, а также части пограничных территорий совместно проживали терские казаки и ингуши. Во время гражданской войны осетины, кроме состоявших в терском казачестве, в основном заняли нейтральную позицию, казаки в основном заняли сторону белых, ингуши — красных. Поддержка власти Советов ингушами была обусловлена обещаниями красных вернуть ингушам заселённые казаками земли.
В 1909 году для ингушского населения был создан Назрановский округ. Местом расположения уездного управления была назначена Назрань , которая фактически не выполняла функции расположения управления из-за отсутствия соответствующих зданий. Декретом Государственного Совета и Государственной Думы с февраля 1913 года местом расположения управления был назначен Владикавказ до января 1917 года. Однако из-за гражданской войны в России, Владикавказ продолжал оставаться столицей Ингушской автономной области до 1933 года.
Во время Гражданской войны в России многие осетинские села в Моздокском районе, Пригородном районе, близь Владикавказа были разрушены большевиками и ингушами, что отразилось на осетино-ингушских отношених.
После окончания гражданской войны ингуши потребовали от советской власти выполнения данного обещания. В связи с последним, при образовании Горской АССР, ингушам было возвращено значительное количество заселённых казаками земель, при этом терские казаки были выселены. До 1924 года территория Северной Осетии и Ингушетии входила в состав Горской АССР.
Постановлением ВЦИК от 7 июля 1924 года Горская АССР была упразднена и разделена на Северо-Осетинскую и Ингушскую автономные области, а также Сунженский округ. Город Владикавказ стал самостоятельной административной единицей, находившейся в непосредственном подчинении ЦИК РСФСР, но являлся административным центром обеих областей. Руководящие органы Ингушской АО располагались в правобережной части города, а Северо-Осетинской АО — в левобережной. Обе автономии стали административными единицами в составе Северо-Кавказского края. В 1924 году у Северной Осетии в пользу Ингушетии отрезали 8000 десятин земли на левом берегу Терека.
Между самими областями уже тогда возникли территориальные претензии, наиболее существенными из которых являлись пограничный спор относительно курпских лесов, принадлежности участков в районе южных садов Реданта, а также селений Кантышево и Долаково. 16 февраля 1925 года Президиум ВЦИК постановил «во изменение постановления Президиума ВЦИК от 12 января 1925 г. включить район Балта в пределы автономной области Ингушетии, установив границу в этом районе между автономными областями Ингушетии и Северной Осетии по горному хребту. Районы Чми и Ларс оставить в пределах Северной Осетии с границей по реке Тереку». Кроме того, к Ингушетии отошла часть территории между Батакое-Кау и Пседахом. Позже, 5 июня того же года, Президиум Северо-Кавказского крайисполкома утвердил решение административной комиссии о разграничении курпских лесов, возложив на руководство обеих автономий ответственность за их охрану.
В начале 1930-х годов происходят два события, которые, по выражению А. Цуциева, оказали «большое влияние на всю динамику осетино-ингушских отношений и на положение обоих народов в российско-советской системе». 13 октября 1928 года бюро Северо-Кавказского крайкома партии по докладу А. А. Андреева приняло решение о передаче Владикавказа Северо-Осетинской Автономной области. Данное решение вызвало возражения со стороны секретаря Ингушского обкома партии И. Б. Зязикова и председателя облисполкома А. И. Горчханова. И. Б. Зязиков отмечал:
Соглашаясь со своевременностью постановки вопроса о передаче г. Владикавказа одной из двух национальных областей — Ингушской или Осетинской — мы решительно возражаем против решения крайкома передать Владикавказ Северо-Осетинской области... Он был и остаётся хозяйственным и культурным центром Ингушской области.
Слухи о решении крайкома быстро распространились по региону, что вызвало неоднозначную реакцию среди населения. В Ингушетии они привели к недовольству и обострению отношений между осетинами и ингушами. Часть ингушской интеллигенции обвинила областное руководство в «близорукости и преступном бездействии в борьбе за город». Бюро Ингушского обкома решило опротестовать постановление Северо-Кавказского крайкома партии о передаче Владикавказа Северной Осетии в Оргбюро ЦК ВКП(б). 18 октября состоялись партийные конференции и собрания в первичных партийных организациях. С протестом выступили участники Владикавказского городского актива Ингушской партийной организации, а также коммунисты Пригородного района и других районов Ингушской области и собрания сельского актива. Ввиду неприятия большинством партийных организаций Ингушетии решения Северо-Кавказского крайкома партии, бюро крайкома партии 20 октября приняло постановление, в соответствии с которым она снимала с себя ответственность за сложившуюся социально-политическую обстановку и полностью переложила её на Ингушский обком партии. Благодаря активной деятельности Ингушского обкома партии, Оргбюро ЦК ВКР(б) 13 декабря, рассмотрев вопрос о передаче Владикавказа Северо-Осетинской Автономной области, постановила снять его с повестки дня. Между тем, ЦК ВКП(б) поручил крайкому партии и крайисполкому разработать вопрос о слиянии Чеченской и Ингушской областей. Последнее, между прочим, было связано с различными взглядами национальной элиты на пути развития национальной государственности: одни ратовали за создание Горской федерации на Северном Кавказе и её вхождение в состав РСФСР; вторые во главе с председателем ингушского облисполкома Иналуком Мальсаговым выступали за объединение Чечни и Ингушетии; третьи, возглавляемые Зязиковым, отстаивали позиции сохранения Ингушской автономной области.
В начале 1930-х годов, на фоне культа личности Сталина и усиления процесса складывания в стране административно-командной системы, ЦК ВКП(б) и Северо-кавказский крайком партии вновь поставили вопрос о передаче Владикавказа Северной Осетии. В 1933 году ВЦИК РСФСР передал Владикавказ, переименованный к тому времени в Орджоникидзе, Северной Осетии. С включением города в состав Северной Осетии вновь был поставлен вопрос об объединении Чеченской и Ингушской автономных областей. 15 января 1934 года Чеченская и Ингушская автономные области были объединены в Чечено-Ингушскую автономную область, преобразованную в 1937 году в Чечено-Ингушскую АССР (ЧИАССР).

### Население Пригородного района по переписи 1939 г.
Согласно данным Всесоюзной переписи населения 1939 года абсолютное большинство населения в Пригородном районе составляли ингуши — 28 132 человек (83.3 %), осетины — 297 человек (0.8 %).
| Таблица численности населения в Пригородном районе Чечено-Ингушской АССР по переписи 1939 г. | Таблица численности населения в Пригородном районе Чечено-Ингушской АССР по переписи 1939 г. | Таблица численности населения в Пригородном районе Чечено-Ингушской АССР по переписи 1939 г. | Таблица численности населения в Пригородном районе Чечено-Ингушской АССР по переписи 1939 г. |             |
| -------------------------------------------------------------------------------------------- | -------------------------------------------------------------------------------------------- | -------------------------------------------------------------------------------------------- | -------------------------------------------------------------------------------------------- | ----------- |
| №                                                                                            | Национальность / район (населенный пункт)                                                    | Численность                                                                                  | Численность                                                                                  | Численность |
| №                                                                                            | Национальность / район (населенный пункт)                                                    | весь район                                                                                   | с. Базоркино (рц)                                                                            | прочие села |
|                                                                                              | Всего                                                                                        | 33.753                                                                                       | 7.443                                                                                        | 26.310      |
| 1                                                                                            | Ингуши                                                                                       | 28.132                                                                                       | 6.361                                                                                        | 21.771      |
| 2                                                                                            | Русские                                                                                      | 3.549                                                                                        | 754                                                                                          | 2.795       |
| 3                                                                                            | Чеченцы                                                                                      | 412                                                                                          | 69                                                                                           | 343         |
| 4                                                                                            | Украинцы                                                                                     | 398                                                                                          | 91                                                                                           | 307         |
| 5                                                                                            | Грузины                                                                                      | 397                                                                                          | 10                                                                                           | 387         |
| 6                                                                                            | Осетины                                                                                      | 297                                                                                          | 40                                                                                           | 257         |
| 7                                                                                            | Татары                                                                                       | 108                                                                                          | 32                                                                                           | 76          |
| 8                                                                                            | Авары                                                                                        | 68                                                                                           | 12                                                                                           | 56          |
| 9                                                                                            | Кабардинцы                                                                                   | 63                                                                                           | 1                                                                                            | 62          |
| 10                                                                                           | Немцы                                                                                        | 61                                                                                           | 14                                                                                           | 47          |
| 11                                                                                           | Лаки                                                                                         | 38                                                                                           | 13                                                                                           | 25          |
| 12                                                                                           | Евреи                                                                                        | 28                                                                                           | 6                                                                                            | 22          |
| 13                                                                                           | Белорусы                                                                                     | 21                                                                                           | 6                                                                                            | 15          |
| 14                                                                                           | Армяне                                                                                       | 20                                                                                           | 4                                                                                            | 16          |
| 15                                                                                           | Турки                                                                                        | 15                                                                                           | 1                                                                                            | 14          |
| 16                                                                                           | Азербайджанцы                                                                                | 14                                                                                           | 0                                                                                            | 14          |
| 17                                                                                           | Мордовцы                                                                                     | 13                                                                                           | 2                                                                                            | 11          |
| 18                                                                                           | Адыгейцы                                                                                     | 13                                                                                           | 1                                                                                            | 12          |
| 19                                                                                           | Кумыки                                                                                       | 11                                                                                           | 1                                                                                            | 10          |
| 20                                                                                           | Иранцы                                                                                       | 10                                                                                           | 2                                                                                            | 8           |
| 21                                                                                           | Прочие народности Дагестана                                                                  | 10                                                                                           | 0                                                                                            | 10          |
| 22                                                                                           | Поляки                                                                                       | 8                                                                                            | 2                                                                                            | 6           |
| 23                                                                                           | Ногайцы                                                                                      | 6                                                                                            | 6                                                                                            | 0           |
| 24                                                                                           | Болгары                                                                                      | 6                                                                                            | 0                                                                                            | 6           |
| 25                                                                                           | Лезгины                                                                                      | 6                                                                                            | 0                                                                                            | 6           |
| 26                                                                                           | Литовцы                                                                                      | 4                                                                                            | 0                                                                                            | 4           |
| 27                                                                                           | Греки                                                                                        | 4                                                                                            | 2                                                                                            | 2           |
| 28                                                                                           | Туркмены                                                                                     | 3                                                                                            | 0                                                                                            | 3           |
| 29                                                                                           | Чуваши                                                                                       | 3                                                                                            | 1                                                                                            | 2           |
| 30                                                                                           | Даргинцы                                                                                     | 3                                                                                            | 1                                                                                            | 2           |
| 31                                                                                           | Буряты                                                                                       | 2                                                                                            | 0                                                                                            | 2           |
| 32                                                                                           | Финны                                                                                        | 2                                                                                            | 2                                                                                            | 0           |
| 33                                                                                           | Молдаване                                                                                    | 2                                                                                            | 1                                                                                            | 1           |
| 34                                                                                           | Карачаевцы                                                                                   | 2                                                                                            | 0                                                                                            | 2           |
| 35                                                                                           | Узбеки                                                                                       | 2                                                                                            | 1                                                                                            | 1           |
| 36                                                                                           | Казахи                                                                                       | 2                                                                                            | 1                                                                                            | 1           |
| 37                                                                                           | Таджики                                                                                      | 1                                                                                            | 0                                                                                            | 1           |
| 38                                                                                           | Киргизы                                                                                      | 1                                                                                            | 1                                                                                            | 0           |
| 39                                                                                           | Коми                                                                                         | 1                                                                                            | 0                                                                                            | 1           |
| 40                                                                                           | Башкиры                                                                                      | 1                                                                                            | 1                                                                                            | 0           |
| 41                                                                                           | Удмурты                                                                                      | 1                                                                                            | 1                                                                                            | 0           |
| 42                                                                                           | Марийцы                                                                                      | 1                                                                                            | 0                                                                                            | 1           |
| 43                                                                                           | Калмыки                                                                                      | 1                                                                                            | 0                                                                                            | 1           |
| 44                                                                                           | Китайцы                                                                                      | 1                                                                                            | 0                                                                                            | 1           |
| 45                                                                                           | Курды                                                                                        | 1                                                                                            | 0                                                                                            | 1           |
| 46                                                                                           | Латыши                                                                                       | 1                                                                                            | 1                                                                                            | 0           |
| 47                                                                                           | Румыны                                                                                       | 1                                                                                            | 0                                                                                            | 1           |
| 48                                                                                           | Сербы                                                                                        | 1                                                                                            | 0                                                                                            | 1           |
| 49                                                                                           | Чехи                                                                                         | 1                                                                                            | 0                                                                                            | 1           |
| 50                                                                                           | Прочие национальности                                                                        | 3                                                                                            | 2                                                                                            | 1           |
| 51                                                                                           | Национальность не указана                                                                    | 4                                                                                            | 0                                                                                            | 4           |

### Передел Чечено-Ингушетии
23 февраля 1944 года началась депортация чеченцев и ингушей в Среднюю Азию, а уже 7 марта Чечено-Ингушская АССР указом Президиума Верховного Совета СССР была упразднена. На части территории упразднённой автономии была образована Грозненская область, а остальные территории были поделены между соседними Грузинской ССР, Дагестанской и Северо-Осетинской АССР. Северной Осетии отошли северная и центральная части Пригородного района, а также Ачалукский, Назрановский и Пседахский районы, западная часть Сунженского района и Малгобек. Джерах-Мецхальский совет Пригородного района отошёл Грузинской ССР. В записке НКВД СССР № 145/Б в ГКО «О ликвидации Чечено-Ингушской АССР и об административном устройстве её территории» помещены разъяснения к изложенному в документе, подписанные наркомом внутренних дел СССР Берия: 
«Предполагалось раньше включить в состав Кабардино-Балкарской АССР два района — Пседахский и Малгобекский. Однако, учитывая, что колхозы Кабардино-Балкарии обеспечены пашней в два раза больше, чем в Северной Осетии, нашли целесообразным Пседахский район передать Северной Осетии…».
 Кроме того, к Северной Осетии отошла часть Курпского района Кабардино-Балкарской АССР, где до депортации также проживали ингуши. По решению Северо-Осетинского обкома от 8 мая того же года в отошедших к Северной Осетии территориях была заменена ингушская топонимика (Пседахский район получил название Аланский район, а имеющее огромное историческое значение для ингушей село Ангушт, по которому они получили своё название и где в 1770 году они подписали присягу на верность России, стало называться Тарское). На территорию отошедших к Северной Осетии районов переселилось 55 тыс. человек, в том числе 26 тыс. осетин из высокогорных населённых пунктов Юго-Осетинской АО и 15 тыс. осетин из Северо-Осетинской АССР; переданная Грузии территория оставалась незаселённой.
После того, как 16 июля 1956 года Верховный Совет СССР издал указ «О снятии ограничений по спецпоселению с чеченцев, ингушей, карачаевцев и членов их семей», тысячи ссыльных начали стихийное возвращение в родные места. Когда встал вопрос о восстановлении Чечено-Ингушской АССР, некоторые партийные руководители северокавказских республик возражали. Так, Секретарь Северо-Осетинского обкома КПСС В. М. Агкацев выступал против возвращения Чечено-Ингушетии районов, переданных Северо-Осетинской АССР. Свою позицию он мотивировал тем, что эти районы заселены в основном осетинским населением. В то же время он считал, что для расселения чеченцев и ингушей следует отдать прежнюю территорию, а также часть районов Грозненской области, не входивших ранее в Чечено-Ингушскую АССР. В конечном итоге, 24 ноября того же года, президиум ЦК КПСС принял постановление о восстановлении национальной автономии чеченского и ингушского народов. Чечено-Ингушская АССР была восстановлена, но в несколько иных границах — Пригородный район (кроме Джейраховского ущелья) остался в составе Северной Осетии. Помимо этого в составе Северо-Осетинской АССР остались 5-7-километровая полоса бывшего Пседахского района Чечено-Ингушетии, связывающая Моздокский район с остальной Осетией, а также правобережная часть Дарьяльского ущелья, узкая полоса от границы с Грузией до р. Армхи В состав Чечено-Ингушской АССР были возвращены территории бывших Пседахского (кроме села Хурикау), Ачалукского и Назрановского районов. В состав ЧИАССР также были включены три района Грозненской области — Наурский, Каргалинский и Шелковской (до 1944 года входившие в состав Ставропольского края), которые ныне входят в состав Чеченской Республики. В начале 90-х годов осетинская сторона выдвинули версию о том, что «вместо Пригородного района» в состав восстановленной Чечено-Ингушетии в 1957 году были включена Наурский и Шелковской районы Ставропольского края (до 1957 года эти районы входили в состав Грозненской области). Однако передача этих районов Чечено-Ингушетии не может рассматриваться как «компенсация» за Пригородный район, так как переданные территории заселены казаками, чеченцами и ногайцами; включение их в ЧИАССР не могло решить и не решило ни территориальную проблему ингушского народа, ни проблему возвращения исторических земель Ингушетии.
Будучи ещё в Казахстане, глава ингушской семьи получал отметку в личном деле, определявшую места её проживания по возвращении. При этом, ни один из ингушей не получил предписание селиться во Владикавказе или в Пригородном районе Северо-Осетинской АССР. Несмотря на это, ингуши в массовом порядке начали возвращаться в Пригородный район. Как и чеченцы, они стремились поселиться в своих родных местах, но их дома к тому времени были заняты уже другими людьми. В директиве под грифом «секретно» Председателя Совета Министров Северо-Осетинской АССР Б. Зангиева от 31 октября 1956 года, направленной председателю Назрановского райисполкома С. Г. Хадарцеву, содержался запрет «учреждениям и частным лицам продавать дома или сдавать жилплощадь под квартиры ингушам, вернувшимся из поселения». В декабре 1956 года в Коста-Хатагуровском (ныне Назрановском) районе дело даже дошло до столкновений, когда вернувшийся с семьёй ингуш предъявил свои права на дом, занятый осетинской семьёй (тогда в драке погиб 1 ингуш, ещё 3 осетина получили ранения). В начале 1957 года министр внутренних дел СССР Н. П. Дудоров сообщил в ЦК КПСС: «Прибывшие в Северо-Осетинскую АССР ингуши численностью 5700 человек отказались выехать в Алагирский, Кировский и другие районы республики и требуют расселения их в районе гор. Орджоникидзе». Многие ингуши селились или покупали дома, но при этом не прописывались.

### Движение ингушей за возвращение Пригородного района
Идеи «возвращения земель» и «восстановления исторической справедливости» были популярны среди ингушей со времён возвращения из депортации. Так, в январе 1957 года ингушская делегация (37 человек) ездила в Москву с ходатайством о передаче Пригородного района в состав Чечено-Ингушской АССР. 31 января она была принята в отделе партийных органов ЦК КПСС по РСФСР. На этой встрече делегаты от ингушей обосновывали «исторические права» своего народа на территорию Пригородного района и нежелание ингушей жить «под властью осетин».
В 1963 году руководство Северо-Осетинской АССР частично изменило границы района, исключив из него часть посёлков с ингушским населением и присоединив территории на левом берегу Терека (ныне бо́льшая часть района к западу от Владикавказа, бывший Орджоникидзевский район). В декабре 1972 года группа активистов ингушского национального движения направила в ЦК КПСС письмо «О судьбе ингушского народа», в котором поставила вопрос о возвращении Пригородного района и о восстановлении ингушской автономии.
Однако открыто требования вернуть Пригородный район впервые прозвучали 16—19 января 1973 года, во время открытых выступлений ингушской интеллигенции в Грозном. Как замечает И. М. Базоркин, после событий 1973 года положение ингушей в Пригородном районе несколько улучшилось. Ингушский язык появился в школах, в район начала поступать литература на ингушском языке, на радио и телевидении начались передачи на ингушском языке, впервые ингуши появились среди депутатов Орджоникидзевского горисполкома и Пригородного райисполкома.
В начале 1980-х годов этнополитическая ситуация в регионе резко накалилась. Были отмечены волнения среди осетинского населения ряда сёл Пригородного района (Октябрьское, Камбилеевское, Чермен). На многолюдных собраниях прозвучали требования о принудительном выселении ингушей за пределы Северо-Осетинской АССР; появились листовки с угрозами в адрес ингушей. Кульминацией стали массовые беспорядки 24—26 октября 1981 года в Орджоникидзе, вызванные убийством ингушом таксиста-осетина. Проходившая в городе похоронная демонстрация быстро переросла в выступление против республиканского руководства. Для наведения порядка в столицу ввели армейские части. В центральных районах города развернулись столкновения военных с митингующими. Наиболее радикально настроенная часть демонстрантов атаковала тюрьму и попыталась пройти в ингушский район, но были остановлены войсками. Более 800 человек были задержаны, 40 из них получили различные сроки лишения свободы. ЦК КПСС 14 января 1982 года издал постановление «О крупных недостатках в работе Северо-Осетинского обкома КПСС по идейно-политическому, интернациональному воспитанию трудящихся» и освободил Первого секретаря Северо-Осетинского обкома партии Б. Е. Кабалоева от должности. Совет Министров ввёл в Пригородном районе временное ограничение прописки граждан, но ингуши расценили этот шаг как дискриминацию прав представителей ингушского этноса.
В 1982 году Совет Министров СССР издал постановление (№ 183) «Об ограничении прописки граждан в Пригородном районе Северо-Осетинской АССР». Это постановление применялось фактически только в отношении ингушей.
Напряжённость в осетино-ингушских отношениях продолжала сохраняться на протяжении 1980-х годов. Комиссия ЦК КПСС, выезжавшая в 1987 году в Северо-Осетинскую и Чечено-Ингушскую АССР с целью проверки выполнения постановления ЦК от 14 января 1982, установила, что за 1984—1986 годы в регионе было зафиксировано более 100 «националистических проявлений», в том числе убийства и избиения «на почве неприязненных отношений между ингушами и осетинами». По свидетельству комиссии ЦК КПСС местные осетинские власти проявляли «невнимательное отношение к населённым пунктам, где преимущественно живут ингуши и кумыки. В этих сёлах хуже развита материальная база учреждений культуры, народного образования, сферы обслуживания».
В 1989 году было образовано общественное движение Нийсхо, выступавшее за восстановление Ингушской автономии и передачу Пригородного района под её юрисдикцию. На втором съезде ингушского народа, прошедшем в том же году, была принята резолюция, требовавшая территориальной реабилитации ингушей: «Просить ЦК КПСС, Верховный Совет СССР, Второй Съезд народных депутатов СССР решить вопрос восстановления автономии ингушского народа в его исконных исторических границах со столицей в правобережной части г. Орджоникидзе». 14 ноября того же года II съезд народных депутатов СССР принял декларацию Верховного Совета СССР «О признании незаконными и преступными всех актов против народов, подвергшихся насильственному переселению, и об обеспечении их прав».
5 марта 1990 года газета «Правда» опубликовала статью корреспондентов А. Грачёва и В. Халина «Кунаки всегда поладят, потому что вражда не рождает сыновей, она их истребляет». Данная публикация спровоцировала 6—10 марта в Назрани массовый митинг ингушей, организованный оргкомитетом II съезда ингушского народа. В статье была преподнесена одна из господствующих в Осетии точек зрения, заключавшаяся в том, что ингуши проживали на территории Пригородного района якобы лишь 22 года (с 1922 по 1944) и обретение ими в 1918—1922 годах Пригородного района не имело под собой исторических оснований, а стало результатом произвола большевиков во главе с Серго Орджоникидзе. На митинге был сформирован Общенациональный комитет «Движения ингушского народа», куда вошли представители обществ «Дикийсти» («Родина»), «Нийсхо» («Справедливость»), объединения «Возрождение», а также представители Совета Старейшин официальных органов и религиозные деятели. Прозвучали требования образовать Ингушскую автономию из Пригородного района Северо-Осетинской АССР и Назрановского и Малгобекского районов Чечено-Ингушской АССР.
В ответ на обращения ингушского населения Совет Национальностей Верховного Совета СССР 26 марта 1990 года создал комиссию, заключившую, что требования ингушей о возврате им территорий, входивших до 1944 года в состав Чечено-Ингушской АССР, в том числе Пригородного района, были обоснованны. 23 мая на I съезде народных депутатов РСФСР выступил Бембулат Богатырёв, в очередной раз поднявший тему восстановления ингушской автономии. Более того, в своей речи он заявил, что город Орджоникидзе «был основан ингушами 3,5 тыс. лет назад». В свою очередь осетины провели 24 мая в Орджоникидзе 100 тыс. митинг протеста против ингушских притязаний. Эти протесты повторились 14 сентября на Чрезвычайной сессии Верховного Совета Северо-Осетинской АССР. На нём ингушам напомнили о бандитском разгуле в годы Великой Отечественной войны, связях банд с вермахтом и зверских расправах над красноармейцами, а трагедию в Хайбахе назвали «клеветой на советскую армию».
19 апреля 1991 года в одном из сёл Пригородного района между ингушами и североосетинской милицией вспыхнули столкновения, в результате чего погиб один человек и ещё несколько получили ранения. На следующий день Верховный Совет Северо-Осетинской АССР ввёл в Пригородном районе и Владикавказе чрезвычайное положение, которое регулярно продлевалось Верховным Советом России вплоть до осени 1992 года. Спустя несколько дней 26 апреля Верховный совет РСФСР принял закон «О реабилитации репрессированных народов», предусматривавший, среди прочего, территориальную реабилитацию ингушей.
6—7 октября 1991 года в Грозном прошёл III съезд ингушского народа, участие в котором принял вице-президент РСФСР А. Руцкой. В своей речи на съезде он обещал разобраться с проблемой Пригородного района и решить её в пользу ингушей. Между тем сама обстановка в Пригородном районе продолжала оставаться напряжённой. 12 ноября в районе села Эльхотово ингуши убили двух милиционеров МВД Северной Осетии, их похороны фактически стали антиингушским митингом. Спустя более чем неделю, 21 ноября, в селе Тарском были убиты ещё двое сотрудников осетинской милиции. По подозрению в соучастии в этом преступлении были арестованы и заключены под стражу местные ингуши, что вызвало массовые возмущения тарских ингушей. 30 ноября жители трёх ингушских районов приняли участие в референдуме по вопросу: «Вы за создание Ингушской республики в составе РСФСР с возвратом незаконно отторгнутых ингушских земель со столицей в г. Владикавказе?», по результатам которого 92,5 % участников референдума дали положительный ответ. После распада СССР в 1991 году Чечено-Ингушская АССР прекратила своё существование — Чечня провозгласила независимость, а Ингушетия изъявила желание остаться в составе Российской Федерации.
4 июня 1992 года был принят закон № 2927-1 «Об образовании Ингушской Республики в составе Российской Федерации».

## Вооружённый конфликт

### Предшествующие события

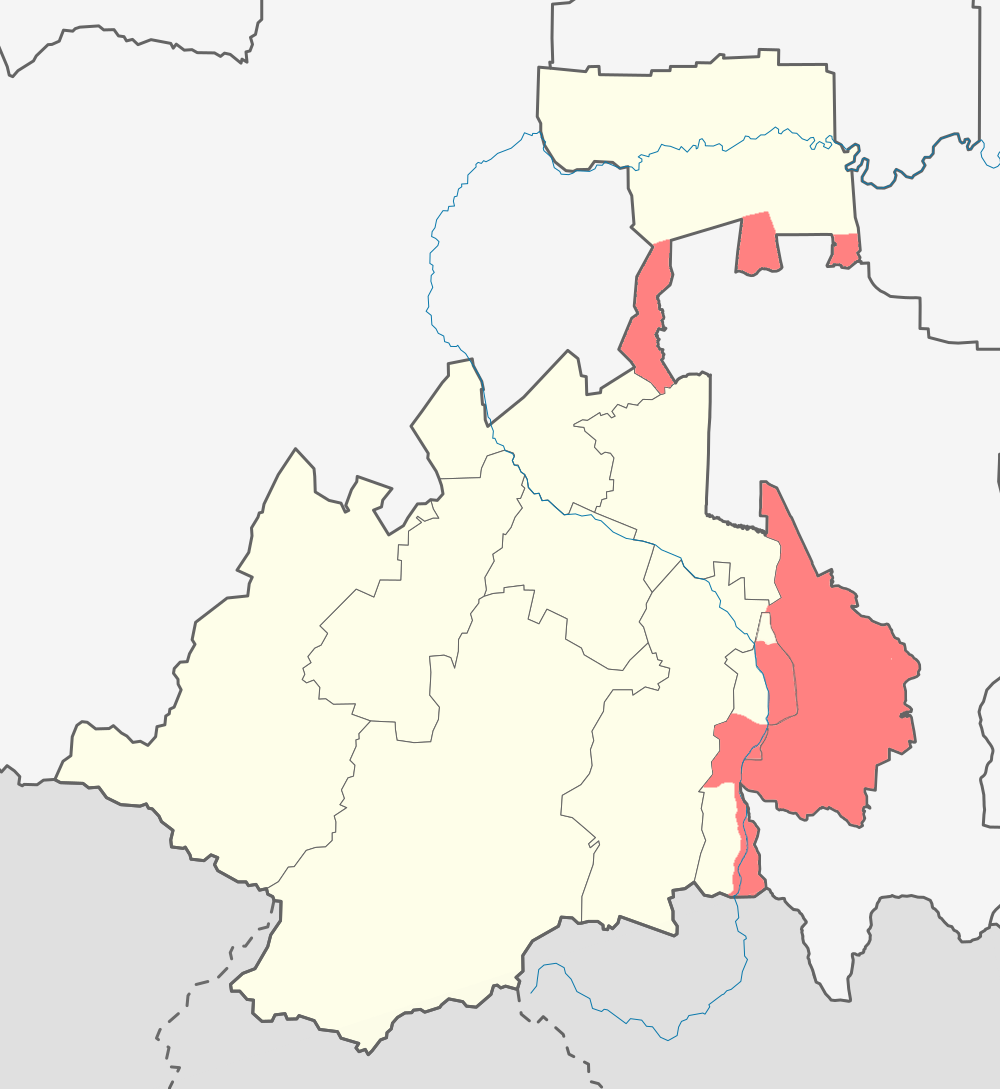
Карта спорных территорий

В октябре 1992 года на территории Пригородного района произошла серия убийств граждан ингушской национальности. 20 октября в с. Октябрьское осетинским БТРом была задавлена 13-летняя Мадина Гадаборшева. Тогда же Государственная комиссия России после переговоров с лидерами Народного Совета Ингушетии (НСИ) приняла решение о проведении границы между Северной Осетией и Ингушетией по состоянию на 23 февраля 1944 г., то есть Пригородный район должен был перейти в состав Ингушетии, но осетинская сторона выступала против этого. Спустя два дня в Пригородном районе происходит ещё один кровавый инцидент: работники ГАИ застрелили двоих ингушей: И. М. Хаутиева и У. И. Пугиева. Прибывшие на место происшествия в посёлок Южное дежурная группа МВД Северной Осетии блокируется, возникает перестрелка между милицией и ингушами, в результате которой погибли два осетинских милиционера и четверо местных ингушей. Местные ингуши перекрывают движение в сторону Южного; в некоторых местах своего проживания (с. Куртат, Дачное, Карца) ингуши также устанавливают пикеты.
24 октября в столице Ингушетии Назрани Объединённая сессия трёх райсоветов Ингушетии и депутатской группы Пригородного района Северной Осетии «выражая волю ингушского народа и в целях защиты своих родственников, проживающих в Северной Осетии» приняла противоречащее законодательству России решение
объединить добровольцев в отряды самообороны и организовать их дежурство во всех населённых пунктах Пригородного района Северной Осетии, где проживают ингуши. Дежурство отрядов осуществлять до передачи под юрисдикцию Ингушской Республики всех отторгнутых сталинским режимом земель.
Это постановление возлагало руководство отрядами на отделы внутренних дел трёх районов Ингушетии; для обеспечения безопасности добровольцам и ингушам, проживающим в Пригородном районе, разрешалось «использование личного огнестрельного и другого оружия…». В ответ Верховный Совет Северо-Осетинской ССР обратился с ультимативным требованием о разоружении ингушских отрядов и разблокировании всех населённых пунктов, угрожая в противном случае провести боевую операцию с использованием республиканской гвардии и отрядов народного ополчения.
26 октября 1992 года после ряда обсуждений Президиум Верховного Совета России предложил смешанной комиссии с участием осетинских и ингушских представителей подготовить проект решения спорных ингушско‑осетинских вопросов. На следующий день в 12 часов по местному времени около 150 вооружённых ингушей блокировали пост внутренних войск у селения Карца в Северной Осетии, потребовав вывода российских военных с территории республики. В тот же день Верховный Совет Северной Осетии выдвинул ингушам ультиматум с требования снять до 12:00 29 октября блокаду с нескольких ведущих во Владикавказ дорог, иначе парламент введёт в республике чрезвычайное положение. 27 октября 1992 года Верховный Совет Северной Осетии санкционирует формирование отрядов народного ополчения. По мнению председателя Комитета по межнациональному согласию Конфедерации народов Кавказа Хаджи-Мурата Ибрагимбейли, требования о возврате Пригородного района были справедливы, но ингушские лидеры повинны в том, что «выражали эти требования в откровенно грубой форме, разжигали истерию на митингах в месяцы, предшествовавшие катастрофе, были инициаторами создания форпостов вооруженных формирований на территории Пригородного района».

### Боевые действия
В ночь на 31 октября 1992 года в сёлах Дачное, Октябрьское, Камбилеевское и Куртат произошли вооруженные столкновения между ингушскими отрядами дежурившими на баррикадах, постах, и в некоторых жилых домах и осетинскими формированиями.В 23 часа 10 минут 30 октября в поселке Карца была обстрелян автомобиль ВАЗ-2106 с двумя осетинами находившимися там, которые позже скончались. После чего начался обстрел ингушских домов. В 6 часов 30 минут 31 октября вооружённые отряды, вошедшие на территорию Пригородного района из Ингушетии, у села Чермен разоружили пост внутренних войск МВД РФ, напали на пост ГАИ и поселковое отделение милиции. В течение нескольких дней после этого в Пригородном районе Северо-Осетинской ССР, в городе Владикавказе и прилегающих посёлках произошли вооружённые столкновения, в которых участвовали осетинские (в том числе и югоосетинские) добровольцы с одной стороны — и ингушские ополченцы (в том числе — пришедшие сюда из Ингушетии) с другой стороны, а затем — подразделения Российской армии и внутренних войск МВД РФ. Боевые действия сопровождались захватом заложников, убийствами, изнасилованиями, грабежами и разрушением домов. Один из стихийно созданных ингушских отрядов добровольцев возглавлял Зелимхан Батаев.
1 ноября президент России Борис Ельцин ввёл в зону конфликта войска, в том числе 131 Майкопскую бригаду, где бригада получила первое боевое крещение. В тот же день Богатырёвым был организован Чрезвычайный комитет по спасению ингушского населения, благодаря деятельности которого удалось спасти жизнь многим ингушам, вовремя эвакуированным из зоны боевых действий. В обеих республиках была создана временная администрация. 2 ноября президент России издал указ «О введении чрезвычайного положения на территории Северо-Осетинской ССР и Ингушской республики».
Обе стороны по-разному трактуют вооружённые столкновения 1992 года. В материалах XVIII сессии Верховного Совета Северо-Осетинской ССР от ноября 1992 года и II съезда осетинского народа от мая 1993 года вооружённые столкновения были преподнесены как «заранее подготовленная, тщательно спланированная, технически оснащённая, поддержанная большей частью ингушского населения Северной Осетии вероломная агрессия бандитских формирований ингушей против суверенной Северо‑Осетинской ССР». В своей книге «Рассказы по истории Северной Осетии» доктор исторических наук Р. Бзаров пишет:

«Ночью 31 октября 1992 года ингушские отряды вторглись на землю Северной Осетии. Ингуши начали войну, чтобы захватить часть Пригородного района. Пять дней продолжались бои в Пригородном районе и на окраинах Владикавказа. На защиту Осетии встали тысячи добровольцев. Люди разных национальностей вышли защищать свои дома, свою общую родину. Через перевал бросились на помощь закалённые в боях югоосетинские отряды. Враг был разбит и отброшен на свою территорию. Осетинский народ доказал всему миру своё единство и готовность защищать свою родину. Год Отечественной войны на Юге и Севере ещё раз показал, что главная цель самая короткая дорога к миру — объединение Осетии».

В материалах Чрезвычайного Съезда ингушского народа, прошедшего в феврале 1993 года, и Постановлении Народного Собрания Республики Ингушетия события осени 1992 годы были названы «насильственной депортацией ингушского населения с территории Северной Осетии, этнической чисткой Пригородного района и г. Владикавказа Северной Осетии».

### Последствия

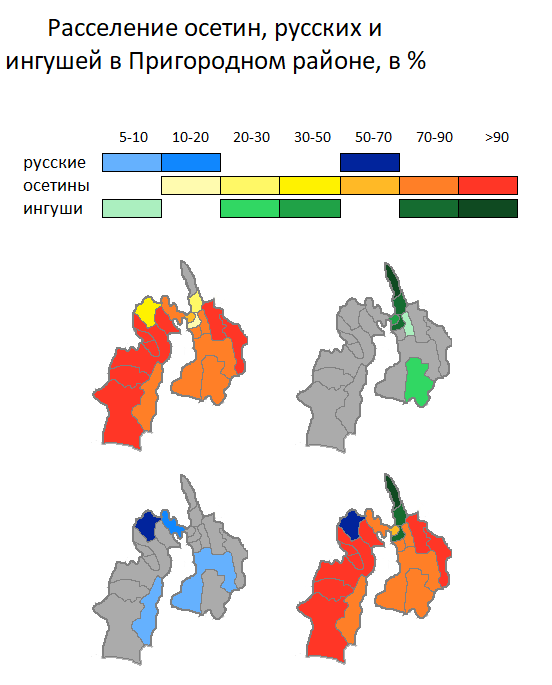
Расселение осетин, ингушей и русских в Пригородном районе по городским и сельским поселениям, в % по данным переписи 2010 г.

По данным прокуратуры России за время боевых столкновений в результате конфликта погибло 608 человек (490 ингушей и 118 осетин). Среди погибших 41 женщина (33 ингушки, 5 осетинок), дети до 15 лет — двенадцать (все с ингушской стороны), люди старше 60 лет — 49 человек (42 ингуша, 7 осетин). 939 человек были ранены (457 ингушей и 379 осетин), ещё 261 человек пропал без вести (208 ингушей и 37 осетин). Были уничтожены 13 из 15 сёл Пригородного района, в которых компактно проживали ингуши. Было утрачено до 90 % культурно-исторических ценностей ингушского народа. По данным Министерства по делам национальностей России материальный ущерб в зоне конфликта составил около 20 млн долларов. Политолог С. М. Маркедонов сообщает, что общий материальный ущерб был оценён в 12 млрд.руб. (в ценах 1992 г.).
В результате конфликта ингушское население Владикавказа и Пригородного района (за исключением части жителей Карца, Майского и Эзми) почти целиком бежало из Северной Осетии в Ингушетию. Спецкорреспонденты газеты Коммерсантъ, побывавшие в Северной Осетии, писали об увиденном:

Результатом же «разъединения» стал полностью вымерший и выжженный Пригородный район, из которого депортировано всё 30-тысячное ингушское население. Неподалёку от посёлка Алкун на горных тропах в Ингушетии мы видели поток ингушских беженцев из Северной Осетии, не прекращающийся со 2 ноября. Люди шли днями и ночами под снегопадом и дождём. Многие раздеты, лишь маленьких детей заворачивают в одеяла. Эту тропинку ингуши назвали «тропой смерти», на ней уже погибли, сорвавшись в ущелье, десятки женщин и детей, несколько десятков мирных жителей погибли от переохлаждения. Были случаи родов и выкидышей в горах. Помощь беженцам осуществляли на голом энтузиазме ингуши-соплеменники по другую сторону границы.

Погибших ингушей захоронили на кладбище в Назрани. В 2012 году здесь был открыт «мемориал памяти жертв осени 1992 года».

#### Численность ингушского населения
По данным Статистического управления Совета Министров Северо-Осетинской АССР на 1 января 1989 года в Северной Осетии проживало 32 783 человека ингушской национальности, в том числе в Пригородном районе 16 529 человек. Численность  32 783 ингушей в Северной Осетии также была зафиксирована в переписи 1989 года. Согласно заключению Комиссии Совета Национальностей Верховного Совета СССР от 1990 года в Пригородном районе было прописано около 40 тыс. человек, из них 17,5 тыс. ингушей.
Что касается численности ингушского населения по состоянию на 31 октября 1992 года (накануне конфликта), то здесь государственные структуры Северной Осетии приводят разную информацию. По данным МВД Северной Осетии на указанный момент в республике проживало 37,5 тыс. ингушей, а согласно данным Госкомстата Северной Осетии ингушское население республики составляло 34,7 тыс. человек. Ещё меньшую цифру приводит паспортная служба Северо-Осетинской АССР, по данным которой в республике проживало 34 500 ингушей.
По данным Федеральной миграционной службы России в Ингушетии было до 46 тысяч официально зарегистрированных ингушских внутренне перемещённых лиц. Территориальная миграционная служба Ингушетии сообщала о 64 тысячах перемещённых. Расхождение между прописанными накануне конфликта и вынужденными переселенцами ингушская сторона объясняет тем, что не все жившие в Пригородном районе ингуши имели вид на жительство, то есть не были официально зарегистрированы. В декабре 1992 года при содействии главы Ингушетии Руслана Аушева все вооруженные ингушские формирования были расформированы, хотя оружие осталось в руках местного населения.

## Ситуация после конфликта
За период после конфликта стороны неоднократно подписывали соглашения о преодолении его последствий. Последнее из них было подписано после избрания Мурата Зязикова президентом Ингушетии в 2002 году. Подписанные соглашения, однако, не устранили всех имеющихся проблем. Ингуши требуют возвращения беженцев в Пригородный район и исполнения федеральных законов «О реабилитации репрессированных народов» и «Об образовании Ингушской республики». Ингушская сторона убеждена, что Северная Осетия затягивает процесс возвращения переселенцев, а в Северной Осетии считают, что ингуши завышают число беженцев, и указывают на то, что в Пригородном районе до сих пор нет необходимого морально-психологического климата для совместного проживания представителей двух народов.
Часть беженцев удалось вернуть, однако в некоторых сёлах возвращению ингушей сопротивляются местные жители — осетины. Ситуацию осложнял продолжавшийся конфликт между Грузией и Южной Осетией, в результате которого сама Северная Осетия тоже была вынуждена размещать у себя беженцев-осетин из Южной Осетии.

## Попытки урегулирования конфликта

### Урегулирование конфликта в период президентства Путина
6 октября 2004 года президент Владимир Путин подписал указ «О мерах по совершенствованию деятельности государственных органов по развитию отношений между Республикой Северная Осетия-Алания и Республикой Ингушетия», согласно которому была упразднена должность специального представителя президента России по вопросам урегулирования осетино-ингушского конфликта и его аппарат. Обязанности по решению проблем беженцев были возложены на полномочное представительство президента РФ в Южном федеральном округе.
В 2005 году проблема урегулирования осетино-ингушского конфликта приобрела особую актуальность. В соответствии с законом о местном самоуправлении, субъекты федерации должны были до 31 марта закончить и законодательно закрепить разграничение муниципальных образований. Ингушетия оказалась единственным регионом России, где не определены административные границы республики, так как Народное собрание Ингушетии отказалось обсуждать закон «О муниципальных образованиях Республики Ингушетия». По мнению депутатов, границы муниципальных образований Ингушетии должны быть обозначены с учётом ранее входивших в её состав территорий, согласно «Закону о реабилитации репрессированных народов», который предполагает возвращение этим народам отторгнутых у них ранее земель. Однако указанный закон вступает в противоречие с российским законодательством, согласно которому границы между субъектами Федерации могут быть изменены только с их взаимного согласия. Народное собрание Ингушетии полагает, что сначала нужно вернуть республике «спорные территории», а уже потом определять границы муниципалитетов.
В марте 2005 года депутаты Госдумы и сенаторы от Ингушетии обратились к президенту Путину с просьбой помочь в определении границ республики с Северной Осетией и Чечнёй. Аналогичное обращение было направлено тогдашнему полномочному представителю президента РФ в Южном федеральном округе Дмитрию Козаку, которому предлагалось, в частности, обратить внимание на «возвращение в состав республики Пригородного района». В апреле Дмитрий Козак предложил президентам Северной Осетии и Ингушетии Александру Дзасохову и Мурату Зязикову подписать подготовленный под его руководством и при помощи Федеральной миграционной службы, Министерства юстиции и Госстроя план «Первоочередные совместные действия по урегулированию осетино-ингушского конфликта октября — ноября 1992 года». В документе подробно расписаны сроки возвращения беженцев и места для их расселения, указаны ответственные за процесс ведомства, а также определён механизм решения территориальных споров между республиками в Конституционном суде России.
Дзасохов, однако, отказался его подписать, заявив, что документ не имеет финансовой базы и может спровоцировать в республике новый виток напряжённости. При этом он также признал, что активизация процесса по возвращению ингушских беженцев после бесланской трагедии может быть неправильно понята жителями республики, так и не получившими извинений от ингушских семей, чьи представители оказались в группе террористов, захвативших школу в Беслане. Существует мнение, что именно отказ Александра Дзасохова подписать этот документ стал причиной его последующей отставки, которая произошла 31 мая 2005 года. На бывшего президента Ингушетии Мурата Зязикова, со своей стороны, оказывало давление ингушское общественное движение «Ахки-Юрт», требующее вернуть Пригородный район.
Существуют различные мнения в отношении количества ингушских беженцев, остающихся пока за пределами Северной Осетии. Максимальное число, которое называется, — 20 тысяч. Как заявлял в интервью газете «Коммерсант» от 8 апреля 2005 Александр Дзасохов, Федеральная миграционная служба на тот момент располагала зарегистрированными заявлениями от 10 816 беженцев. В то же время, по его словам, число ингушей, проживавших в Северной Осетии по состоянию на начало 2005 года, уже превосходило общее число ингушей, живших здесь к моменту конфликта 1992 года.
9 августа 2005 года парламент Северной Осетии оспорил в Конституционном суде РФ пункты закона «О реабилитации репрессированных народов», касающиеся территориальных вопросов, но этот запрос пока не принят к рассмотрению Конституционным судом.

#### 2006—2007 годы
8 февраля на совещании у полпреда президента РФ в Южном федеральном округе Дмитрия Козака был принят план мероприятий по ликвидации последствий осетино-ингушского конфликта. Оказалось, однако, что этот план возвращения ингушских вынужденных переселенцев устраивал лишь осетинскую сторону. Народное собрание Ингушетии отвергло его, поскольку, по мнению депутатов, предложенный вариант урегулирования грубо нарушает конституционные права ингушей — вместо возвращения в свои дома ингушским вынужденным переселенцам предлагают обустраиваться на новых землях, причём это переселение может затянуться на годы. В связи с этим депутаты ингушского парламента направили Владимиру Путину обращение, в котором указывают на проосетинскую позицию, занятую полпредом.
По состоянию на 8 февраля 2006 года на учёте в Межрегиональном управлении ФМС России состояло 2388 семей, в составе 9788 человек (в том числе 1110 несовершеннолетних детей, не имеющих статуса вынужденного переселенца), принятых ранее от Управления по делам миграции МВД Республики Ингушетия и Управления по делам миграции МВД Республики Северная Осетия — Алания. В Межрегиональное управление ФМС России на указанную дату обратилось 2223 семьи с заявлениями о продлении срока действия статуса вынужденного переселенца. Срок действия статуса вынужденного переселенца продлен 1112 семьям (в составе 4097 человек), в том числе проживающих в стихийно образованном поселении вблизи с. Майское — 106 семьям (в составе 564 человек). В это же время Отделом Федеральной миграционной службы по Республике Ингушетия рассматривался вопрос о доукомплектовании и подготовке к передаче в Межрегиональное управлении ФМС России дополнительно 615 учётных дел (1995 человек) и дел на 300 вынужденных переселенцев (приблизительно 130 семей), в отношении которых судами Республики Ингушетия вынесены решения о восстановлении им статуса вынужденного переселенца. Помимо этого в судах РИ находились на рассмотрении иски о восстановлении статуса вынужденного переселенца от более 300 семей. Таким образом, общее количество вынужденных переселенцев, по состоянию на 8 февраля 2006 года составило более 3400 семей или приблизительно 11 000—11 500 человек. Общий объём финансирования, направляемый бюджетом Российской Федерации в 2006 году на выплаты субсидий гражданам, признанным органами миграционной службы вынужденными переселенцами в результате осетино-ингушского конфликта, на строительство, восстановление и приобретение жилья, составил 1 719 531 563 рубля.
При оценке приводимого количества вынужденных переселенцев необходимо принимать во внимание, что статус вынужденного переселенца не является бессрочным. По существующим нормам его необходимо периодически продлевать (подтверждать), и пик количества учтенных вынужденных переселенцев всегда приходился на момент оказания государственной поддержки. В соответствии с действующим на тот момент постановлением Правительства Российской Федерации от 30 декабря 2005 г. № 846 «О внесении изменений в постановление Правительства Российской Федерации от 6 марта 1998 г. № 274» и утверждённым МВД России «Порядком выдачи и учёта свидетельства о предоставлении вынужденному переселенцу, лишившемуся жилья в результате осетино-ингушского конфликта, государственной поддержки и условия его погашения», государственная поддержка оказывалась вынужденным переселенцам и их несовершеннолетним детям. Реальное количество членов семей вынужденных переселенцев, в силу этой причины, постоянно увеличивалось. Кроме того, после развода в семьях, где муж и жена оба являлись вынужденными переселенцами, каждый, с проживающими с ним детьми, приобретал право на отдельное жилье. Соответственно, подлежащее учёту количество семей также увеличивалось.
По заявлению осетинской стороны, Северная Осетия согласна на возвращение вынужденных переселенцев, но из чуть более 7 тыс. лиц, которые имеют такой статус (по ингушским данным, их почти вдвое больше), у 4 тыс. отсутствуют документы на жильё на территории Северной Осетии, а ещё 1200 человек не определились, хотят ли они возвращаться. Около 1100 беженцев проживали в зоне, которая в недавнее время была объявлена «водоохранной» и закрытой для проживания кого бы то ни было, а также в населённых пунктах, уже «открытых» для возвращения беженцев. По словам осетинской стороны, тем беженцам, кто проживал в водоохранной зоне, предложено переехать в другие населённые пункты, но этому препятствуют «деструктивные силы». Ещё одна серьёзная проблема состоит в том, что в части покинутых ингушами домов живут вынужденные переселенцы из Грузии, Чечни и Средней Азии, и североосетинские власти опасаются, что их выселение создаст ещё один источник напряжённости. В качестве альтернативы в 7 километрах от Черменского круга, по дороге в Назрань, построен специальный посёлок Новый для расселения семей вынужденных переселенцев, главным образом из стихийно образовавшегося поселения вблизи поселка Майский. Жители этого поселения проживали в вагончиках, полученных в качестве гуманитарной помощи, под линиями электропередач в непосредственной близости от Черменского круга.
В августе 2006 года руководитель Национального антитеррористического комитета Николай Патрушев на совещании глав субъектов ЮФО, которые одновременно являются руководителями антитеррористических комиссий в своих регионах, заявил, что «успешные контртеррористические операции в Чечне послужили толчком для переноса террористической деятельности в сопредельные с Чечнёй регионы». Участились теракты в Ингушетии и Северной Осетии, население которых усиленно вооружается. Возросло количество преступлений, связанных с незаконным оборотом оружия. Вновь обострились отношения между Ингушетией и Северной Осетией. Летом 2006 года в населённых пунктах на административной границе между республиками была совершена целая серия убийств и взрывов.
К 2007 году все жители стихийно образовавшегося поселения вблизи поселка Майский были обустроены Межрегиональным управлением ФМС России, а само поселение перестало существовать. Необходимо заметить, что заселение поселка Новый происходило с существенной экономической помощью переезжающим туда вынужденным переселенцам. Они получали безвозмездно участок земли рыночной стоимостью около 10 000 долларов США, приспособленный для жизни в зимний период вагончик-бытовку на момент переезда, а также финансирование на строительство дома по числу членов семьи на момент переселения. Объём финансирования, направляемый Российской Федерацией на ликвидацию последствий осетино-ингушского конфликта измерялся миллиардами рублей. Значительная часть вынужденных переселенцев не имели документов, необходимых для оказания государственной поддержки. Большинство лиц, получивших государственную поддержку, получили её по решению суда Республики Ингушетия, так как не имели необходимых документов.

### Урегулирование конфликта в период президентства Медведева
В ходе двухсторонней встречи в декабре 2009 года между президентами республик Ингушетия и Северная Осетия-Алания была подписана Программа совместных действий по развитию добрососедских отношений между Республикой Северная Осетия — Алания и Республикой Ингушетия в 2010 году.
Упор в программе делался на активное участие в постконфликтном урегулировании общественных организаций, особенно молодёжных, многосторонние консультации по проблемам урегулирования и создание социальных условий для реализации молодежи двух этнических групп.

### По состоянию на 2013 год
В Северной Осетии живут более 28 000 ингушей.
Населённые пункты, в которых живут ингуши:
- город Владикавказ (в том числе посёлок «Карца»);
- Новое;
- Балта;
- Тарское;
- Дачное;
- Куртат;
- Донгарон;
- Чермен;
- Майское;
- Хурикау.

### Правовые акты
- Генеральная прокуратура РФ. Постановление Генеральной прокуратуры Российской Федерации о прекращении уголовного дела в отношении государственных и общественных деятелей Северной Осетии и Ингушетии, а также в отношении должностных лиц РФ по событиям октября-ноября 1992 года. — 1995. — 8 февраля.